# Корецкая, Наталья Ивановна
Ната́лья Ива́новна Коре́цкая (род. 7 июня 1962) — советская и российская актриса театра и мюзиклов, певица.

## Биография
Наталья Ивановна Корецкая родилась 7 июня 1962 года. Закончила музыкальную школу и музыкальное училище города Учалы, 3 курса Челябинской Государственной консерватории. Начала свою музыкальную карьеру с учёбы по классу классического фортепиано (музыкальная школа, училище, консерватория). В 2017 году с Красным дипломом окончила ГИТИС по специальности "Артист драматического театра и кино" мастерская А.И.Шейнина
Наталья говорит, что сколько себя помнит, «развлекала народ», совмещая работу педагога и выступления на концертной сцене. В 1989 году её приглашают в Москву, где она становится солисткой-вокалисткой и танцовщицей группы «Алекс-шоу».

## Алекс-шоу
«Алекс-шоу» — высокопрофессиональная команда, много гастролирующая по стране и за рубежом. Работа в этом проекте стала очень важной и яркой страницей в творческой жизни Натальи Корецкой. Сама актриса говорит о коллективе, как об «основной балетной и вокальной школе». В команду входят 14 высокопрофессиональных исполнителей: два солиста-вокалиста, 4 солиста балета и 8 артистов балета. Основатель коллектива, Алекс (Александр Мовшевич) — выпускник режиссёрского отделения Государственного института театрального искусства, является вокалистом вместе с Натальей Корецкой. Краткая хронология выступления:
- 1990 год — гастроли в США.
- 1991 год — Гран-при фестиваля «Ночная феерия — 91» (Ялта).
- 1992 год — Гран-при фестиваля «Гардемарины, вперед!» (Сочи).
- 1993 год — выступление в рамках Чемпионата мира по скоростному спуску в австрийских Альпах.
- 1994 год — гастроли в Бонне, Германия.
- 1994—1995 годы — новогодние выступления в Вене, Австрия.

В течение 1992 — 1995 годов «Алекс-шоу» работает в клубе отеля «Метрополь» в Москве. В это же время коллектив — неизменный участник телевизионных программ и шоу в телецентре Останкино, таких как «L-клуб», «Миг удачи», «Под знаком зодиака», «Шарман-шоу», «Новогодний огонек», «Что? Где? Когда?» (выступал в музыкальных паузах). Традиционно с 1994 года по 2002 год «Алекс-шоу» приглашается на кинофестиваль «Кинотавр» в Сочи. Ежегодно коллектив дает сольные концерты на сцене Московского государственного театра Эстрады — в его исполнении зрители видели спектакли «Привет, Бродвей», «Hotel», «Алекс-стрит», «Гостем будь!».
Коллективу присвоили звание «лучшая музыкальная пауза 1990-2000 годов» в программе «Что? Где? Когда?» за серию музыкальных пауз в летней серии игр 2001 года («Призрак Оперы», «Кошки», «Чай и кофе» и «Куклы»).
Группа успешно гастролировал в городах СНГ: Сочи, Уфа, Тюмень, Владивосток, Петропавловск-Камчатский, Одесса, Ялта и т.д., а также и за рубежом: Америка, Германия, Австрия и т.д.

## Театр
В 2001 году Наталья Корецкая приходит в труппу Театра «У Никитских Ворот» под руководством народного артиста России Марка Розовского.
Сейчас актриса задействована во многих спектаклях театра. А началось всё с постановки спектакля «Кабаре, или Боб Фосс живет в Москве», где Наталья сыграла главную роль, а также являлась балетным репетитором спектакля.
- Сезон 2002/2003 — спектакль «История лошади» (главная роль — Вязопуриха-Матье-Мари)
- Сезон 2003/2004 — спектакль по произведению Дж. Табори «Майн Кампф. Фарс» (роль — Фрау Смерть)
- Сезон 2004/2005 — спектакль М. Курочкина «Истребитель класса Медея» (роль — американский солдат Питер)

Отдельно необходимо отметить роли Натальи Корецкой в спектакле-мюзикле «Viva, Парфюм», поставленном в 2006 году на музыку Алекса и либретто М. Розовского под впечатлением от прочтения романа Зюскинда «Парфюмер». В этом же сезоне выходит спектакль с участием Натальи Корецкой «Носороги» Э. Ионеско (роль домохозяйки). На следующие два сезона актриса была приглашена в мюзикл «Mamma Mia!» компании «Stage Entertainment Russia».
- Сезон 2008/2009 — спектакль «Сказание про царя Макса-Емельяна» (роль — Судьба)
- Сезон 2008/2009 — спектакль «Как поссорились И.И. с И.Н.»

## Мюзиклы

### «Mamma Mia!»
Наталья Корецкая вошла в труппу мюзикла, когда уже вовсю шли репетиции. Она была принята на роль Тани (подруги главной героини). В её исполнении прозвучали песни:
- «Если мама будет не прочь»
- «Супер-группа»
- «Dancing queen»
- «Чикитита»

Но на роли Тани работа Натальи Корецкой в мюзикле «Mamma-Mia» не завершилась. Осенью 2007 года её вводят на главную роль Донны Шеридан. В её исполнении прозвучали песни:
- «Money, Money
- «Mamma Mia»
- «One Of Us»
- «S.O.S.»
- «Our Last Summer»
- «Slipping Through My Fingers»
- «Кто победил — тот прав!»
- «О да, о да, о да!»

### Любовь и шпионаж
Создателями мюзикла «Любовь и шпионаж» является команда профессионалов: Максим Дунаевский, Николай Денисов, Егор Дружинин, Алексей Порай-Кошиц, Евгений Загот. Мюзикл — тонкая, динамичная, мистическая и загадочная история жизни шпионки Мата Хари, которой чудом удалось избежать смерти и стать звездой немого кино Клод Франс. Мюзикл был основан на малоизвестных исторических фактах. Наталья Корецкая исполняет главную роль в этом мюзикле вместе с Ларисой Долиной. Премьера мюзикла с Натальей Корецкой в главной роли состоялась 29 ноября 2010 года.

## Роли Натальи Корецкой

### Театр «У Никитских ворот»
- М. Розовский «Кабаре, или Боб Фосс живет в Москве» (главная роль — Одри)
- Л.Н. Толстой «История лошади» (постановка 2002 года, главная роль — Вязопуриха-Матье-Мари)
- «Майн кампф. Фарс»(Фрау Смерть),
- «Истребитель класса "Медея"» (Питер, рядовой армии США)
- Э. Ионеско «Носороги» (Домашняя хозяйка)
- М. Розовский «Viva, Парфюм!» (Мать, Гора Валдай)
- М. Розовский «Сказание про царя Макса-Емельяна» (Судьба)
- Н.В. Гоголь «Как поссорились И.И. с И.Н.» (Гарпина)
- К. Гольдони «Мирандолина» (главная роль — Мирандолина)
- Л.Н. Толстой «История лошади» (постановка 2011 года, главная роль — Вязопуриха-Матье-Мари)
- Ф. Кафка «PRO процесс» (главная роль — Фройляйн Бюрстнер)

### Мюзикл «Mamma-Mia»
- Таня (подруга главной героини Донны Шеридан)
- Донна Шеридан (главная роль)

### Мюзикл «Любовь и шпионаж»
- Клод Франс (главная роль)

### Бродвейские мюзиклы в кабаре «Монмартр»
Первый состав:
- Память (мюзикл «Cats»)
- All That Jazz (мюзикл «Chicago»)
- Mamma Mia!, Dancing Queen, Waterloo (мюзикл «Mamma Mia!»)

### Мюзикл «Алые паруса»
- Хозяйка «Маяка»

### Концертная деятельность
В репертуаре Натальи Корецкой песни и композиции Уитни Хьюстон, Эллы Фицджеральд, Мадонны, Энни Леннокс, Натали Коул, множество хитов бродвейских мюзиклов. За последние 10 лет собрался очень разноплановый репертуар. После работы в мюзикле «Мамма-Mia» в арсенале Натальи появилась обширная программа, состоящая из песен группы ABBA, исполняющихся на языке оригинала, а также такая концертная версия, где эти песни исполняются на русском языке.

## Семья
Экс-муж – режиссёр, певец, актёр, композитор, шоумен - Александр Мовшевич,живёт в Израиле ; дочь – Полина, живет в Израиле.

## Награды
- Медаль «За труды в культуре и искусстве» (2 мая 2024 года) — за большой вклад в развитие отечественной культуры и искусства, многолетнюю плодотворную деятельность[2]
- Благодарность Президента Российской Федерации (12 ноября 2019 года) — за заслуги в развитии отечественной культуры и искусства, многолетнюю плодотворную деятельность[3].